# Königsberg (1927)
Pour les autres navires du même nom, voir SMS Königsberg.
Le Königsberg est l'un des trois croiseurs légers de classe Königsberg de la Kriegsmarine (avec le Köln et le Karlsruhe).

## Histoire
Le Königsberg est mis en chantier par le Kriegsmarinewerft à Wilhelmshaven le 12 avril 1926, mis à l'eau le 26 mars 1927 et en service le 17 avril 1929. L'équipage peut aller de 514 à 850 hommes.
Après une série de voyages à l'étranger dans les années 1930, il participe de novembre 1936 jusqu'à fin janvier 1937 à la surveillance des côtes en Espagne pendant la guerre civile espagnole. Le navire sert peu en haute mer et est reconverti après le début de la Seconde Guerre mondiale comme un navire-école dans la mer Baltique et pour les opérations de guerre des mines en mer du Nord.
En avril 1940, le Königsberg participe à l'opération Weserübung et transporte, comme le Köln, le Bremse (de), les torpilleurs Wolf et Leopard, le ravitailleur Carl Peters (de), les troupes à Bergen. Il parvient à repousser une attaque du destroyer norvégien Garm (de). Mais, comme le Bremse, il est rapidement endommagé par les batteries côtières norvégiennes à Kvarven et doit rester au port tandis que les autres navires retournent en Allemagne. Le lendemain, quinze bombardiers en piqué britanniques de type Blackburn B-24 Skua attaquent le croiseur qui est percé grandement en trois endroits. Il chavire et coule dans le port de Bergen. L'épave est relevée le 17 juillet 1942 et sert de quai pour les U-Boot.
Le 22 septembre 1944, le Königsberg chavire une deuxième fois, il est abandonné après la guerre à Bergen.[réf. nécessaire]

## Commandement
| 17 avril au 19 juin 1929               | Fregattenkapitän Wolf von Troha                           |
| 24 juin au 2 septembre 1929            | Fregattenkapitän Robert Witthoeft-Emden                   |
| 27 septembre 1930 au 25 septembre 1932 | Fregattenkapitän Hermann Densch (de)                      |
| 26 septembre 1932 au 24 septembre 1934 | Fregattenkapitän / Kapitän zur See Otto von Schrader (de) |
| 25 septembre 1934 au 26 septembre 1935 | Fregattenkapitän / Kapitän zur See Hubert Schmundt (de)   |
| 27 septembre 1935 au 15 février 1937   | Fregattenkapitän / Kapitän zur See Theodor Paul           |
| 16 février 1937 au 2 novembre 1938     | Kapitän zur See Robin Schall-Emden (de)                   |
| 3 novembre 1938 au 26 juin 1939        | Kapitän zur See Ernst Scheurlen (de)                      |
| 27 juin au 15 septembre 1939           | Kapitän zur See Kurt Caesar Hoffmann (de)                 |
| 16 septembre 1939 au 10 avril 1940     | Kapitän zur See Heinrich Ruhfus                           |

## Galerie

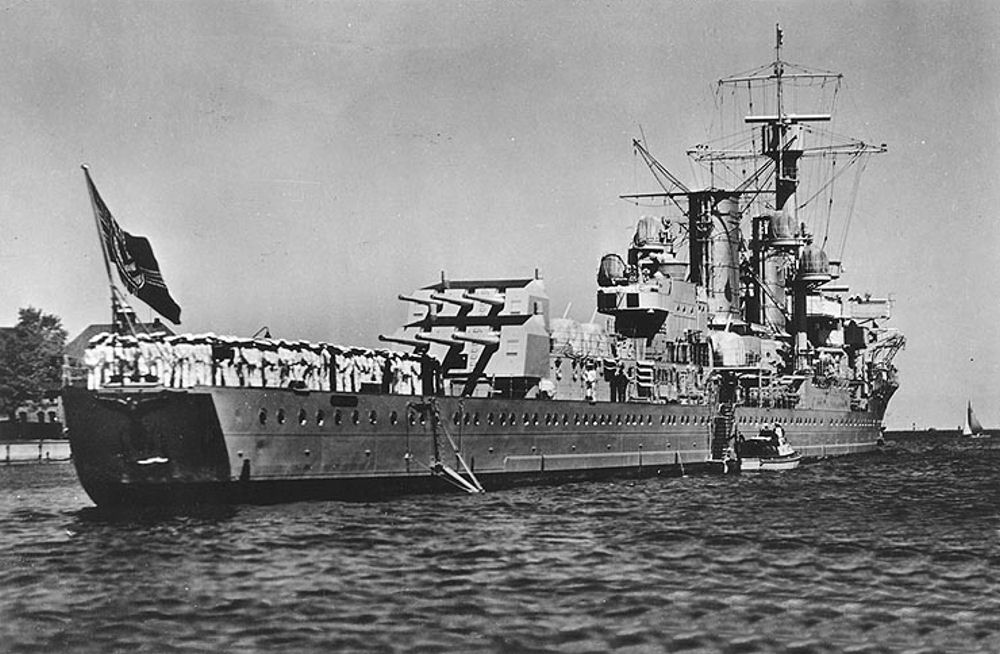
Vue de 3/4 tribord arrière.
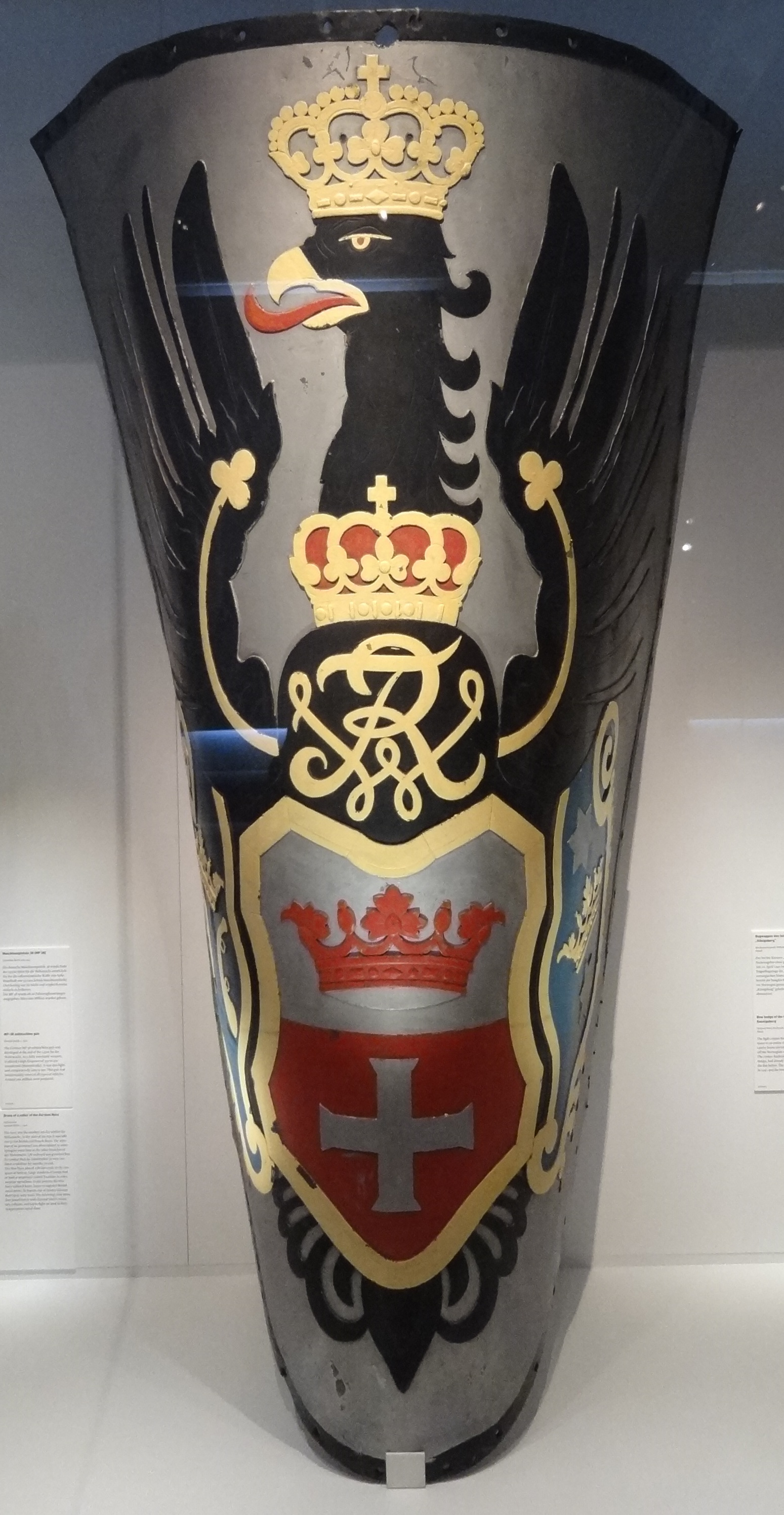
Proue.
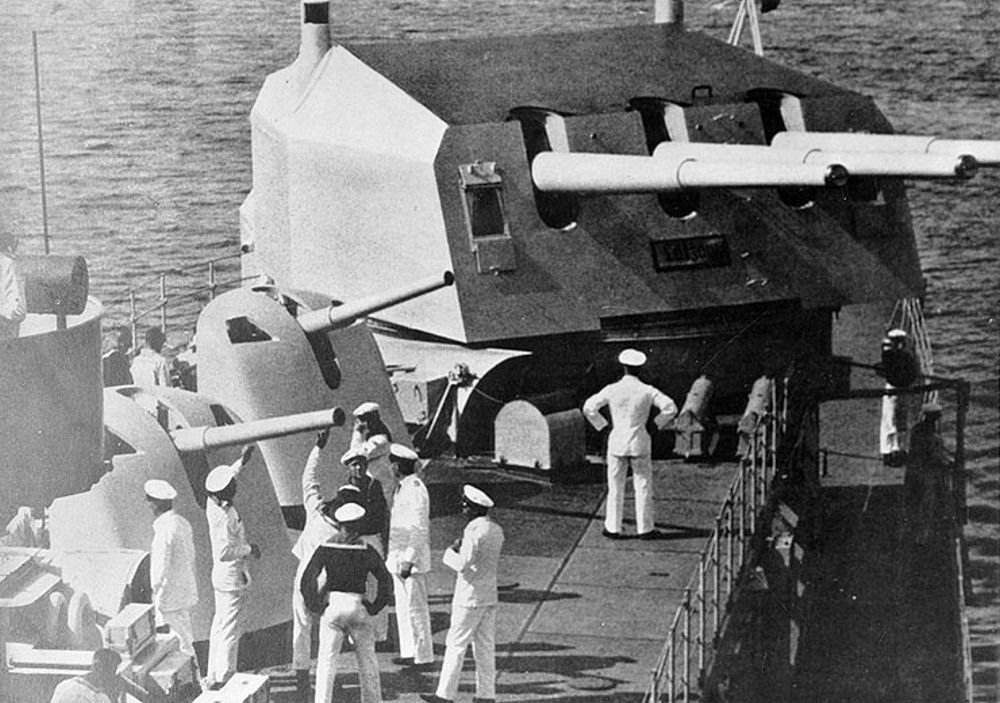
Arrière avec canons antiaériens et tourelle.
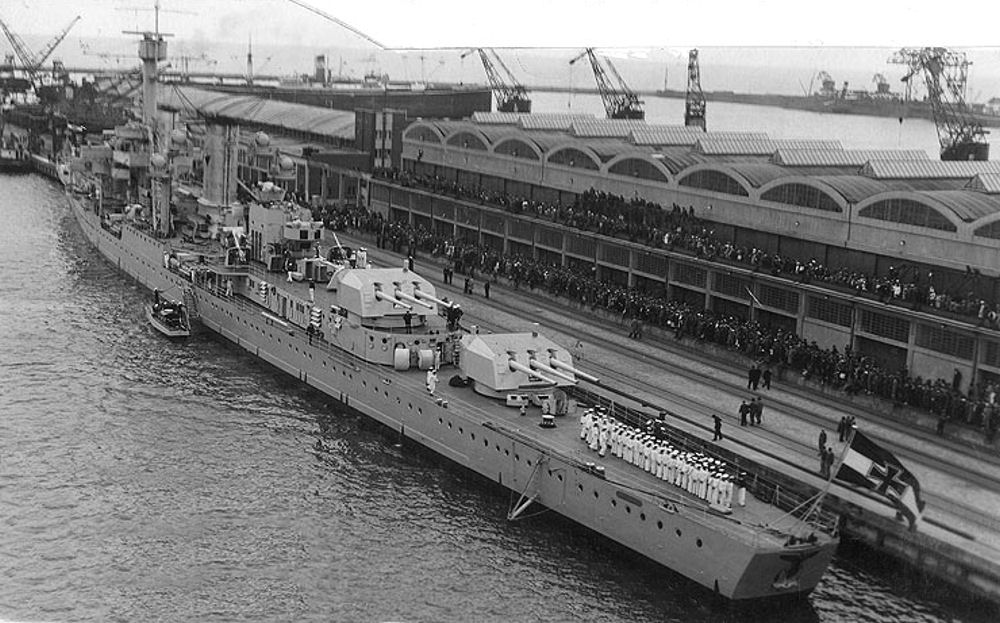
Le Königsberg au port de Gdynia.
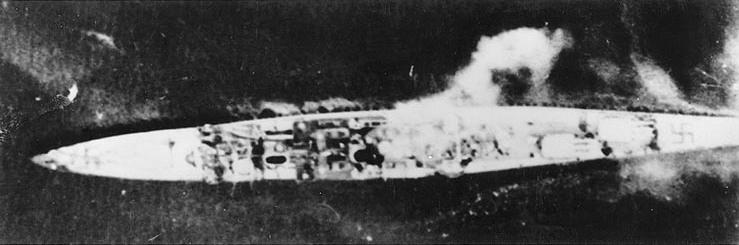
Le Königsberg probablement attaqué le 9 avril 1940.